# Abako (Motorrad)

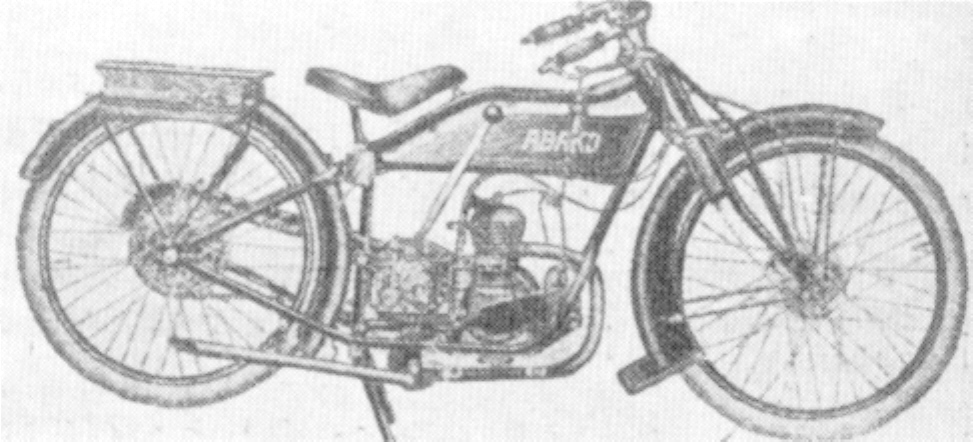
Abako Motorrad, 1925

Abako war ein wenig verbreitetes, deutsches Motorrad, das zwischen 1923 und 1925 bei der Apparatebau A.G. Kracker & Co., Siegfriedstraße 9–17 in Nürnberg von Samuel Felix Weikersheimer gebaut wurde.

## Beschreibung
Es war mit einem 129-cm³-Einzylinder-Zweitaktmotor, Sturmey-Archer-Getriebe und Kettenantrieb ausgerüstet. Der Motor, der von Abako selbst konstruiert worden war und eine Leistung von 2,6 PS hatte, verfügte über drei Überströmkanäle und einen Nasenkolben. Später folgte auch eine Version mit 119 cm³. Die mit 55 kg sehr leichte Konstruktion zusammen mit fortschrittlichen Details wie Kettenantrieb zum Hinterrad sowie Trommelbremse im Vorderrad ermöglichten einige beachtliche Rennerfolge.
So errang Hans Gradl aus Nürnberg im Jahre 1925 bei der Dreiecksfahrt im Erzgebirge auf dem Marienberger Dreieck hinter Walfried Winkler auf DKW den zweiten Platz in der Klasse bis 175 cm³ ebenso wie bei der Deutschlandrundfahrt. Auf der Stuttgarter Solitude holte er sogar den Sieg in der Klasse bis 175 cm³.
Johann Adam Vogler übernahm Abako nach dem Konkurs im Jahre 1925 und baute die Abako bis 1929 mit wenigen Änderungen weiter. Vogler produzierte ebenfalls die Javon-Motorräder in Nürnberg.